# Samuel Bochart
Samuel Bochart (Ruan, 10 de mayo de 1599-Caen, 16 de mayo de 1667), fue un ministro de la  Iglesia Reformada de Francia y un erudito.

## Su vida
Hijo de un ministro protestante, este brillante erudito defendió tres tesis en teología: en Sedan, Saumur y Leiden Desde 1621 vivió en Oxford y, en 1628 se instaló en Caen.
Notable políglota, dominaba diecisiete idiomas: griego, hebreo, italiano, español, inglés, alemán, flamenco, celta, árabe, egipcio, etíope, fenicio, caldeo, copto, sirio y persa. Fue el autor de un diccionario árabe de 30.000 palabras. Representó a los protestantes en el Sínodo de Loudun en 1659. En 1652 fue invitado, por la reina Cristina de Suecia, a su corte, debido a su reputación de gran erudito, hecho notable, teniendo en cuenta que tanto Bochart como René Descartes, el autor del Discurso del método, fueron las únicas personalidades francesas invitadas por la reina de Suecia.
Mantenía notorias polémicas públicas con los teólogos católicos, como la que mantuvo, en 1628 con el jesuita Veron, pero la última discusión, la que sostuvo con su colega de la Academia de Caen, Huet, tendría, para él, graves consecuencias: debatían ambos, en la Academia de Caen, acerca de la traducción que Huet había realizado de un manuscrito de Orígenes sobre la transubstanciación con la que Brochart no estaba de acuerdo y, en plena sesión, celebrada el 16 de mayo de 1667 Samuel Bochart sufrió una apoplejía que le produjo la muerte.
Samuel Bochart, junto a sus contemporáneos y hasta finales del siglo XIX, gozó de una gran reputación como teólogo, geógrafo, naturalista y filólogo.

## Obras escogidas
- Geographia Sacra, sur les premiers âges du monde, Cadomi, typis Petri Cardonelli, 1646;
- De consiliandis in religionis negotio protestantibus, 1662;
- Hiérozoïcon, 1663, historia de todos los animales citados en la Biblia;
- Traité des minéraux, des plantes, des pierreries dont la Bible fait mention;
- Traité du paradis terrestre.

Sus obras fueron reeditadas en Leiden en 1712, 3 volúmenes in-folio.